# 건망증 (드라마)
《건망증》은 2007년 2월 24일에 MBC에서 방영한 베스트극장이다.

## 줄거리
진우와 하영은 사귄 지 1년이 된 연인 사이로, 이들에게는 특별한 무엇이 있는데 그것은 바로 진우의 지독한 건망증. 진우의 건망증은 시간이 지나면 지날수록 심해진다.

## 등장 인물

### 주요 인물
- 임성언 : 강하영(23세) 역
- 서도영 : 서진우(23세) 역

### 그 외 인물
- 문제영
- 최범호
- 민세연
- 전해룡
- 전일범
- 이지영
- 신수빈
- 정계영
- 이동헌
- 차준환
- 이자옥 : 내레이션